# 小林正人 (画家)
小林 正人（こばやし まさと、1957年 - ）は、日本の画家、アーティスト。東京生まれ。キャンバスを張りながら手で描く制作スタイルや、絵画作品を床に置き立てかけた独創性で知られる。

## 経歴
1984年に東京藝術大学を卒業後、85年鎌倉画廊で初個展。東京都国立市にアトリエを借りて画家生活を始める。
86年から佐谷画廊で度々個展を開催。絵画をフォーマリズム（形式主義）ではなく存在論的に捉え、「天使」「空」「空戦ーアトリエ」をモチーフに『白いキャンバスの前に立ってから描くのでは遅すぎる！』として、支持体であるキャンバスの組み立てと描画を同時に行い、キャンバスを張りながら手で描く制作スタイルを始める。1992年「絵画の子」を制作。
1996年第23回サンパウロビエンナーレ日本代表。同年キュレーターのヤン・フート( Jan HOET )に招かれ渡欧。ベルギー、ヘント(Gent)のスタジオで制作を始める。ヤン・フート( Jan HOET )の助言で作品の床置きが始まる。2000年の宮城県美術館での個展では、会場に敷いた藁の上に絵画作品「Unnamed#7」を置いた 。2001年S.M.A.K.(ゲント現代美術館)で個展。ゲントを拠点に各地で現地制作を行い、様々な「絵画の在り方」を追求する。
2006年に帰国。2007年広島県鞆の浦に アトリエ を建てる。ペア作品「この星のモデル」を制作。2009年成羽美術館、2012年セゾン現代美術館で個展を開催。 シュウゴアーツで「LOVEもっとひどい絵を！美しい絵、愛を口にする以上」を2010年、2012年と開催。
小林正人は独自の存在論に基づき、絵具とキャンバスと木枠を用い絵画をいちから作るスタイルは一貫しているが、国立、ゲント、鞆の浦 と拠点を変えながら絵画の在り方、枠組みを広げ展開し続けている。
2009年から2014年まで武蔵野美術大学客員教授。2017年から2023年まで東京藝術大学教授。

## 主な展覧会
個展
- 「絶対絵画」（鎌倉画廊、東京、1985年）
- 「第2回新世代展」（佐谷画廊、東京、1986年）
- 「Masato Kobayashi 1987-88」（佐谷画廊、東京、1989年）
- 「空戦」（佐谷画廊、東京、1991年）
- 「絵画の子」（佐谷画廊、東京、1992年）
- 「新作展」（佐谷画廊、東京、1993年）
- 「新作ペインティング＆ドローイング」（佐谷画廊、東京、1995年）
- 「新作展」（佐谷画廊、東京、1997年）
- 「夜に」（佐谷画廊、東京、1998）
- 「小林正人展」（宮城県美術館、仙台、2000年）
- 「Painting in Situ」（佐賀町エキジビットスペース、東京、2000年）
- 「Son of Painting」（S.M.A.K./ゲント市立現代美術館、ゲント、2001年）
- 「Another “Son of Painting”」（S. Cole Gallery、ゲント、2001年）
- 「Paintings in Situ」（Rice Gallery by G2、東京、2002年）
- 「Starry Paint」（テンスタ・コンストハーレ、スウェーデン、2004年）
- 「星の絵の具」（シュウゴアーツ、東京、2004年）
- 「Starry Paint」（フートベカートギャラリー、ゲント、ベルギー、2005年）
- 「光」（高橋コレクション、東京、2006年）
- 「The Nude」（シュウゴアーツ、東京、2006年）
- 「ライトペインティング」（シュウゴアーツ、東京、2007年）
- 「この星の絵の具」（高梁市成羽美術館、岡山、2009年）
- 「LOVE もっとひどい絵を！ 美しい絵 愛を口にする以上」（シュウゴアーツ、東京、2010年）
- 「ART TODAY 2012 弁明の絵画と小林正人」（セゾン現代美術館、軽井沢、2012年）
- 「LOVE もっとひどい絵を！ 美しい絵 愛を口にする以上 2012, spring」（シュウゴアーツ、東京、2012年）
- 「絵画、それを愛と呼ぶことにしよう　vol.9 小林正人＋杉戸洋」（ギャラリーαM、東京、2013年）
- 「名もなき馬」（シュウゴアーツ、東京、2014年）
- 「Thrice Upon A Time」（シュウゴアーツ、東京、2016年）
- 「画家とモデル」（シュウゴアーツ、東京、2019年）
- シュウゴアーツオンラインショー「この星の絵の具」（シュウゴアーツウェブサイト、2021年）
- 「この星の家族」（シュウゴアーツ、東京、2021年）
- 千葉市美術館コレクション選 特集「小林正人 空戦・絵画の子」（千葉市美術館、千葉、2023年）
- 「自由について」（シュウゴアーツ、東京、2023年）

グループ展
- 「開館5周年記念　現代日本の美術3　戦後生まれの作家たち(第1期)」（宮城県美術館、仙台、1986年）
- 「現代のイコン」（埼玉県立近代美術館、埼玉、1987年）
- 「現代美術への視点　色彩とモノクローム」（東京国立近代美術館・東京、京都国立近代美術館・京都、1989年）
- 「ドローイングの現在」（国立国際美術館、大阪、1989年）
- 「色相の詩学展　現代美術・平面からのメッセージ」（川崎市市民ミュージアム、神奈川、1991年）
- 「TEMPUS VICTIM 生きられた時間：MTMコレクションの80年代」（エスパス小原、東京、1992年）
- 「筆あとの誘惑」（京都市美術館、京都、1992年）
- 「VOCA展　'94－新しい平面の作家たち－」（上野の森美術館、東京、1994年）
- 「光と影：うつろいの詩学」（広島市現代美術館、広島、1994年）
- 「VOCA展　'95－新しい平面の作家たち－」（上野の森美術館、東京、1995年）
- 「視ることのアレゴリー－1995：絵画・彫刻の現在」（セゾン美術館、東京、1995年）
- 「VOCA展　'94'95受賞作品展」（第一生命南ギャラリー、東京、1995年）
- 「現代美術への視点：絵画、唯一なるもの」（東京国立近代美術館、東京、京都国立近代美術館、京都、1995年）
- 「ゲント現代美術館展」（オランダ協会、パリ、フランス、1996年）
- 「第23回サンパウロビエンナーレ」（サンパウロ、ブラジル、1996年）
- 「赤い扉」（ゲント現代美術館、ゲント、ベルギー 、1996年）
- 「開館記念展」（S.M.A.K. ／ゲント市立現代美術館、ゲント、ベルギー、1999年）
- 「思わぬ発見」（ワトゥー、ベルギー、1999年）
- 「Over the Edges」（S.M.A.K. ／ゲント市立現代美術館、ゲント、ベルギー、2000年）
- 「A CASA DI…」（ミケランジェロ・ピストレット財団、ビエラ、イタリア、2000年）
- 「Epifanie - Actuele Kunst en Religie」（レーベン、ベルギー、2000年）
- 「先立未来」（ルイジペッチ現代美術センター、プラトー、イタリア、2001年）
- 「未完の世紀：20世紀がのこすもの」（東京国立近代美術館、東京、2002年）
- 「エモーショナル・サイト」（佐賀町食糧ビルディング、東京、2002年）
- 「Gelijk het leven is」（Vlaamse opera Gent、ゲント、ベルギー、2003年）
- 「ティラナ・ビエンナーレ：U-Topos」（ティラナ、アルバニア、2003年）
- 「アートがあれば　WHY NOT LIVE FOR ART」（ 東京オペラシティーアートギャラリー、東京、2004年）
- 「サマーショー」（S.M.A.K. ／ゲント市立現代美術館、ゲント、ベルギー、2006年）
- 「MOTコレクション」（東京都現代美術館、東京、2006年）
- 「空にふれるまでのあいだ」 （ヴァンジ彫刻庭園美術館、静岡、2006年）
- 「天空の美術」（東京国立近代美術館、東京 、2007年）
- 「ポートレートセッション」（広島市現代美術館、広島、2007年）
- 「ムーンライトショー」（@ JOTA CASTRO STUDIO　ブリュッセル、ベルギー、2008年）
- 「シュウゴアーツショー」（シュウゴアーツ、東京、2008年 ）
- 「現代美術の展望　12人の地平線」（東京ステーションギャラリー、東京、2009年）
- 「Fair Market」（Fruit and Flower Deli、ニューヨーク、2009年）
- 「The Biennale Knokke Zoute 2009」（クノック、ベルギー 、2009年）
- 「Mediations Biennale」 （ポズナン国立美術館、ポズナン、ポーランド、2010年）
- 「メモリー／メモリアル　65年目の夏に」（広島市現代美術館、広島、2010年）
- 「ドローイング　イン　ザ　ダーク」（東京国立近代美術館、東京、2010年）
- 「MOTコレクション　入り口はこちら、、、なにがみえる？」（東京都現代美術館、東京 、2010年）
- 「Living with Art - Contemporary Art from Japan and Taiwan」（Yi&C. Contemporary Art, 台北 、台湾、2010年）
- 「The Burden of Representation : Abstraction in Asia Today」 （Osage kwun tong、香港、上海、2010年）
- 「自由になれるとき　現代美術はこんなにおもしろい！」（岡山県立美術館、岡山、2012年）
- 「LOVE LOVE SHOW」（鞆の津ミュージアム、広島、2012年）
- 「2nd Western China International Art Biennale」（TianYe Art Museum、 銀川、中国 、2012年）
- 「プレイバック・アーティスト・トーク」（東京国立近代美術館、東京、2013）
- 「千紫万紅ーいつも現代」（セゾン現代美術館、長野、2013年）
- 「ヴァンジ彫刻庭園美術館　コレクション展　この星のうえで」（ヴァンジ彫刻庭園美術館、静岡、2013年 ）
- 「アートがあれば II ─ 9人のコレクターによる個人コレクションの場合」 （東京オペラシティー アートギャラリー、東京、2013年）
- 「Re: Quest - Japanese Contemporary Art since the 1979s」（ソウル大学校美術館、ソウル、韓国、2013年）
- 「ひとの姿　人のかたち」（新潟県立万代島美術館、新潟、2013年）
- 「高橋コレクション展　マインドフルネス！」（鹿児島県霧島アートの森、鹿児島、札幌芸術の森美術館、札幌、2013年）
- 「絵画の輪郭」（シュウゴアーツ、東京、2014年）
- 「RE: PAINTED | ‘PAINTING’ FROM THE COLLECTION」（S.M.A.K、ゲント、ベルギー、2014年）
- 「From a Quiet Distance」（PARKHAUS im Malkastenpark、デュッセルドルフ、ドイツ、2014年）
- 「DOMMUNE University of the Arts -Tokyo Arts Circulation-THE 100 JAPANESE CONTEMPORARY ARTISTS」（DOMMUNE、東京、アーツ千代田 3331、東京 、2014年）
- 「シュウゴアーツショー」（シュウゴアーツ、東京、2015年）
- 「ライブドローイング　横浜絵巻　石田尚志、O JUN、小林正人」（横浜美術館前広場、神奈川 、2015年）
- 「高橋コレクション展　ミラー・ニューロン」（東京オペラシティー アートギャラリー、東京、2015年）
- 「セゾン現代美術館コレクション展　手と目」（セゾン現代美術館、長野、2015年）
- 「MOMAT コレクション誰がためにたたかう？」（東京国立近代美術館、東京、2015年）
- 「Pass」（Mullem, Huise, Wannegem Lede、ベルギー、2015年）
- 「シュウゴアーツ： 毎週末の画廊、三宿ＳＵＮＤＡＹの隣」（シュウゴアーツ、東京、2015年）
- 「村上隆のスーパーフラット・コレクション ―蕭白、魯山人からキーファーまで」（横浜美術館、神奈川、2016年）
- 「リニューアルオープン記念 高松市美術館コレクション展─いま知りたい、私たちの現代アート」（高松市美術館、香川 、2016年）
- 「 TABLE OF THREE」（シュウゴアーツ、東京、2016年）
- 「生きとし生けるもの」（ヴァンジ彫刻庭園美術館、静岡、2016年）
- 「恋する現代アート」セゾン現代美術館、長野、2016年
- 「美藝礼賛ー現代美術も古美術も」（セゾン現代美術館、長野、2017年）
- 「蜘蛛の糸」（豊田市美術館、名古屋、2017年）
- 「鉄道絵画発→ピカソ発　コレクションのドア、ひらきます」（東京ステーションギャラリー、東京、2017年）
- 「紐帯展　日中現代芸術家交流会」（寧波美術館、浙江、2017年）
- 「色で楽しむ現代美術」（千葉市美術館、千葉 、2017年）
- 「シュウゴアーツショー　1980年代から2010年代まで」（シュウゴアーツ、東京 、2017年）
- 「三沢厚彦 アニマルハウス 謎の館」（渋谷区立松濤美術館、東京、2017年）
- 「あら まほし Art, anything to access a world」 （東京都渋谷公園通りギャラリー、東京、2017年）
- 「シュウゴアーツショー」（シュウゴアーツ、東京 、2018年）
- 「アニマルハウスin道後」（道後オンセナート2018 振鷺亭、愛媛、2018年）
- 「どう生きるか #2  六本木にて 」（シュウゴアーツ、東京、2018年）
- 「アニマルハウスin富山」（三沢厚彦　ANIMALS IN TOYAMA、富山美術館、富山、2018年）
- 「ニュー・ウェイブ　現代美術の80年代」（国立国際美術館、大阪、2018年）
- 「バブルラップ」（熊本現代美術館、熊本、2018年）
- 「シュウゴアーツショー」（シュウゴアーツ、東京、2019年）
- 「百年の編み手たちー流動する日本の近代美術ー」（東京都現代美術館、東京、2019年）
- 「MOT コレクション第 2 期 ただいま／はじめまして」（東京都現代美術館、東京、2019年）
- 「ここからむこうまで 広島から発信する現代アート特別展」（尾道市立美術館、広島、2019年）
- 「星座と出会い系、もしくは絵画とグループ展について」（パープルームギャラリー、神奈川、2019年）
- 「シュウゴアーツショー」（シュウゴアーツ、東京、2019年）
- 「コレクション展示 第 IV 期」（宮城県立美術館、仙台、2020年）
- 「MOMAT コレクション」（東京国立近代美術館、東京、2020年）
- 「燦三と照りつける太陽で、あつさ加わり体調を崩しがちな季節ですが、規則正しく健やか奈 日々をお過ごしください。展」（西武渋谷店 B 館 8 階＝美術画廊・オルタナティブスペース、東京、2020年）
- 「シュウゴアーツショー」（シュウゴアーツ、東京、2020年）
- 「生命の庭 8 人の現代作家が見つけた小宇宙」（東京都庭園美術館、東京、2020年）
- 「シリーズミュージアムとの創造的対話 03 何が価値を創造するのか?」（鳥取県立博物館、鳥取、2020年）
- 「神宮の杜芸術祝祭：気韻生動—平櫛田中と伝統を未来へ継ぐものたち」（明治神宮 宝物殿、東京、2021年）
- 「MOMAT コレクション 特別編 ニッポンの名作 130 年」（東京国立近代美術館、東京、2021年）
- 「シュウゴアーツショー」（シュウゴアーツ、東京、2021年）
- 「MOT コレクション Journals 日々、記す vol.2」（東京都現代美術館、東京、2021年）
- 「シュウゴアーツショー」（シュウゴアーツ、東京、2022年）
- 「MASATO KOBAYASHI ＋ KENGO KITO」（MtK Contemporary Art、京都、2022年）
- 「うららか絵画祭」（HB. Nezu ほか 8 会場、東京、2023年）
- 「三沢厚彦 ANIMALS/Multi-dimensions」（千葉市美術館、千葉、2023年）
- 「山本篤・映像小屋/ ShugoArts Show」（シュウゴアーツ、東京、2023年）

## パブリックコレクション
いわき市立美術館、 宇都宮美術館、ヴァンジ彫刻庭園美術館、 S.M.A.K. ゲント現代美術館、セゾン現代美術館、高橋コレクション、 高松市美術館、第一生命保険株式会社、大和プレス／大和ラヂヱーター製作所、千葉市美術館、東京国立近代美術館、東京ステーションギャラリー、東京都現代美術館、新潟県立万代島美術館、宮城県美術館

## 書籍
- 『この星の絵の具［上］一橋大学の木の下で』　著者：小林正人　出版社：アートダイバー
- 『この星の絵の具［中］ダーフハース通り52』　著者：小林正人　出版社：アートダイバー